# Battaglia di Tolosa (458)
La battaglia di Tolosa fu combattuta tra i Visigoti e l'Impero romano d'Occidente nel 458 durante le campagne in Gallia dell'imperatore Maggioriano, portando un grande esercito dall'Italia con l'obiettivo di ripristinare nella regione il dominio romano dopo il regno di Avito. Maggioriano e il re visigoto Teodorico II combatterono a Tolosa. I Visigoti furono sconfitti e Maggioriano da allora in poi si assicurò la collaborazione dei Visigoti contro gli Svevi in Spagna. Tuttavia, i combattimenti ripresero e Teodorico fu sconfitto a Orléans nel 463 da Egidio di Soissons.